# Liao Sheng-shiun
Liao Sheng-shiun (chinesisch 廖晟勳; * 6. April 1983) ist ein taiwanischer Badmintonspieler. 

## Karriere
Liao Sheng-shiun nahm an den Weltmeisterschaften 2005 und 2006 im Herreneinzel teil und wurde dabei jeweils 17. Bei der Sommer-Universiade 2007 wurde er sowohl im Einzel als auch mit dem taiwanischen Team Dritter. Bei den Weltmeisterschaften der Studenten gewann er von 2004 bis 2008 zwei Bronze- und eine Silbermedaille.

## Sportliche Erfolge
| Saison | Veranstaltung                     | Disziplin    | Platz | Name             |
| ------ | --------------------------------- | ------------ | ----- | ---------------- |
| 2004   | Weltmeisterschaften der Studenten | Herreneinzel | 3     | Liao Sheng-shiun |
| 2005   | Weltmeisterschaft                 | Herreneinzel | 17    | Liao Sheng-shiun |
| 2006   | Weltmeisterschaften der Studenten | Herreneinzel | 3     | Liao Sheng-shiun |
| 2006   | Weltmeisterschaft                 | Herreneinzel | 17    | Liao Sheng-shiun |
| 2007   | Universiade                       | Herreneinzel | 3     | Liao Sheng-shiun |
| 2007   | Universiade                       | Herrenteam   | 3     | Taiwan           |
| 2008   | Weltmeisterschaften der Studenten | Herreneinzel | 2     | Liao Sheng-shiun |